# Арсланово (Буздяцький район)
Арсла́ново (рос. Арсланово, башк. Арыҫлан) — село у складі Буздяцького району Башкортостану, Росія. Входить до складу Арслановської сільської ради.
Населення — 482 особи (2010; 502 у 2002).
Національний склад:
- татари — 46 %
- башкири — 45 %

Стара назва — Арасланово.
У селі народився татарський поет Фаріт Габдрахім.